# Захарьино (Ивановский район)
 Захарьино — деревня в Ивановском районе Ивановской области. Входит в состав Богданихского сельского поселения.

## География
Находится в центральной части Ивановской области на расстоянии приблизительно 18 км на восток-юго-восток по прямой от вокзала станции Иваново.

## История
В 1859 году здесь (тогда деревня Шуйского уезда Владимирской губернии) было учтено 23 двора, в 1902 — 21.

## Население
Постоянное население составляло 172 человека (1859 год), 124 (1902), 140 в 2002 году (русские 93 %), 123 в 2010.